# Balatonboglár (vignoble)
Balatonboglár est une région viticole hongroise située dans le comitat de Somogy et la région de la rive sud du lac Balaton autour de Balatonboglár. 